# 黒岩涙香
黒岩 涙香（くろいわ るいこう、文久2年9月29日〈1862年11月20日〉- 大正9年〈1920年〉10月6日）は、日本の小説家、思想家、作家、翻訳家、ジャーナリスト。本名は黒岩 周六（くろいわ しゅうろく）。兄は黒岩四方之進。ペンネームの由来は、黒岩が愛読していた『紅涙香』に由来する。黒岩涙香のほか、香骨居士、涙香小史、冷眼士等、歯月生などの筆名を用いた。号は古概、民鉄、正調庵、黒岩大。執拗な取材を行うことから「マムシの周六」というあだ名がつけられた。翻訳家、作家、記者として活動し、『萬朝報』を創刊した。戒名は黒岩院周六涙香忠天居士。

## 経歴
土佐国安芸郡川北村大字前島（現在の高知県安芸市川北）で土佐藩郷士・黒岩市郎の子として生まれる。藩校文武館で漢籍を学び、16歳で大阪に出て中之島専門学校（後の大阪英語学校）に学び英語力を身につける。翌年、上京して成立学舎や慶應義塾に進学するも、いずれも卒業せず。大阪時代から新聞への投書を始め、自由民権運動に携わり1882年には官吏侮辱罪により有罪の判決を受けた。
「同盟改進新聞」や大平三次の経営する「日本たいむす」に新聞記者として入社後、1882年に創刊された「絵入自由新聞」に入社。2年後に主筆となり、語学力を生かして記者として活躍していくも、後に翻案小説に取り組むようになる。「今日新聞」（後の「都新聞」）に連載した翻案小説『法廷の美人』がヒットして、たちまち翻案小説スターとなり、次々に新作を発表した。逐語訳はせず、原書を読んで筋を理解したうえで一から文章を創作していた。1889年、「都新聞」に破格の待遇で主筆として迎えられたが、社長が経営に失敗。新たに社長に就任した楠本正隆と衝突して退社。
1892年11月に朝報社を設立し、「萬朝報」を創刊した（紙名には「よろず重宝」の意味がかけられている）。タブロイド判の日刊新聞で、涙香の『鉄仮面』『白髪鬼』『幽霊塔』『巌窟王』『噫無情（あゝ無情）』などの代表作を次々に掲載したり、『相馬家毒殺騒動』（相馬事件）や『淫祠蓮門教会』（蓮門教）といったスキャンダラスな出来事を他紙よりも長期にわたり、ドラマチックに報道することで部数を伸ばしていく。一時は東京一の発行部数を誇り、最大発行部数は30万部となった。また有名人無名人の愛人関係を本人はもちろん愛人も実名住所職業入りで暴露した人気連載「弊風一斑蓄妾の実例」も涙香の執筆によるものであった。こうしたスキャンダル報道だけでは、やがて大衆に飽きられて売れなくなると、涙香は幸徳秋水、内村鑑三、堺利彦らといったインテリに参画を求めた。1901年7月には「理想団」を設立、人心の改善、社会の改良を目指し、青年の人気を得た。しかし1903年になって、日露問題に非戦論をとなえていた「萬朝報」が経営悪化を理由に開戦論に転じたことで、この3人の好論客は退社している。1904年2月11日、東京かるた会をつくり、常磐木倶楽部で第1回競技会開催。
1911年に朝報社より婦人雑誌「淑女かゞみ」を創刊。婦人問題について執筆し、『小野子町論』『予が婦人観』などを刊行する。シーメンス事件では政府を攻撃したが、続く大隈内閣を擁護して不評をまねいた。1915年の御大典に際して、新聞事業の功労により勲三等に叙せられる。同年に長男のために米問屋兼小売商の増屋商店を開業。1920年、肺癌のため東京帝国大学附属病院で死去。戒名は黒岩院周六涙香忠天居士（自らの撰による）。

## 家族
父の黒岩市郎は、高知城下から海岸線を東に40キロほど行った安芸郡川北村（現・高知県安芸市）で私塾を開いていた。先祖は戦国武士の黒岩越前と言われ、その10代目の子孫の黒岩玄治（1805年没）が涙香の曽祖父に当たり、川北村で医業を営んでいた。その長男は医業に進み、次男の源助（涙香の祖父）は郷士となり暦学者となった。市郎は明治維新後上京し、大蔵省に出仕したまま郷里に戻らず、涙香が13歳の1875年に亡くなった。
母の信子は祖父・源助の弟の次女で、市郎とはいとこ結婚だった。信子の兄慶介は江戸に出て浅田飴で有名な浅田宗伯に師事し、静山と号する医者になった。
涙香の上に姉2人兄１人がおり、兄は黒岩四方之進、姉の為子は土佐藩主山内容堂の元典医で東京銀座で医院を開業していた秦呑舟に嫁ぎ、のちに千葉に移り住んでキリスト教の布教と地域医療に尽力した。涙香は生後すぐ、父の弟の黒岩直方（1900年没）の養子となったが、実家で育った。直方は大阪や東京の裁判所で判事を務めており、涙香が新聞界に進んだのも直方から漏れ聞いた裁判の話がきっかけだったという。直方の次男・直厚はのちに涙香の最初の妻の身内である鈴木珠（たま）に婿入りして鈴木家を継ぎ、朝報社内の「万弁舎」の編集発行人を務めた。
最初の妻・真砂子（1874年生、本名・乃ぶ）とは「都新聞」社長の山中閑の媒酌で1891年に結婚した。真砂子は上野で下宿屋をしていた寡婦・鈴木ますの娘で、涙香は一時仲間とそこに住んでいた。結婚後も母ますが同居し、母娘ともども身持ちが悪く、母親と涙香の仲も噂され、真砂子も書生らと浮名を流した。真砂子とは三男をもうけたが、ますの没後離婚した。
真砂子との長男の黒岩日出雄（1892年生、俳号・漁郎）は「万朝報」重役のほか、涙香が初代会長だった東京かるた会の2代目会長を務めた。二男の宣光（1894年生）は涙香の兄・黒岩四方之進の養子となった。1905年より、都新聞元社長山中閑の娘・華子（1898年生）を養女に迎えて女学校を卒業させ、三菱銀行上海支店長大村徳太郎の妻だった華子の姉が病没したため、その後添えとして嫁がせた。
1910年に赤坂の芸者・栄龍（1886年生）を後妻に迎えた。栄龍は本名を大友清子(すがこ)といい、徳川家の直参だった大友義德の五女だった。清子とは四男・五男の二子をもうけた。清子には連れ子とも涙香との実子とも言われる娘・染子（1908年生）がおり、「万朝報」に長く勤めて涙香の秘書的な仕事をしていた前田耕作と結婚した。
前述の涙香の甥・直厚と結婚した鈴木珠（1886年生）は、戸籍上は涙香の最初の妻真砂子の母鈴木ますの兄で植木屋の鈴木亀吉の庶子であるものの、涙香の実子を匂わすような発言をして周囲から疎まれることもあったが、夫没後に朝報社に入って女記者として働き、生涯涙香の顕彰に励んだ。元芸術院事務局長の鈴木勉（1911年生）は珠の次男。

## 業績

### 翻案小説
涙香は 100以上もの外国小説を翻案している。青年時代に語学の勉強のために輸入された廉価本を読み漁った。そのうちで面白いと思ったものを彩霞園柳香に書かせた「二葉草」を今日新聞に掲載したが、面白くならなかったため、自ら『法廷の美人』を執筆した。
代表作には以下のような作品がある。
- 『月世界旅行』 - 1883頃 ジュール・ヴェルヌの Le Voyage dans la lune （月世界旅行）
- 『法廷の美人』 - 1888年 ヒュー・コンウェイ（英語版）の Dark Days （暗き日々）
- 『人耶鬼耶』 - 1888年 エミール・ガボリオの L'Affaire Lerouge （ルルージュ事件）
- 『有罪無罪』 - 1888年 エミール・ガボリオの La Corde au cou （首の綱）
- 『片手美人』 - 1889年 フォルチュネ・デュ・ボアゴベイの La Main coupée （切られた手）
- 『真っ暗』 - 1889年 アンナ・キャサリン・グリーンの The Leavenworth Case （リーヴェンワース事件）
- 『決闘の果』 - 1889年 フォルチュネ・デュ・ボアゴベイの Continuations of a duel （決闘の果）
- 『美少年』 - 1889年 フォルチュネ・デュ・ボアゴベイの Où est Zénobie? （ゼノビーは何処に）
- 『死美人』 - 1891～1892年 フォルチュネ・デュ・ボアゴベイの La Vieillesse de Monsieur Lecoq （ルコック氏の晩年）
- 『血の文字』 - 1892年 エミール・ガボリオの Le petit vieux des Batignolles （バティニョールの小男）[19]
- 『鉄仮面』 - 1892～1893年 フォルチュネ・デュ・ボアゴベイの Les Deux Merles de M. de Saint-ars （サン・マール氏の二羽のつぐみ）
- 『白髪鬼』 - 1893年 マリー・コレリの Vendetta, A Story of One Forgotten （復讐）
- 『人の運』 - 1894年 メアリー・エリザベス・ブラッドン（英語版）の Lady Audley's Secret （レディ・オードレイの秘密）
- 『捨小舟』 - 1894年 メアリー・エリザベス・ブラッドンの Diavola （ディアヴォラ）
- 『怪の物』 - 1895年 エドモンド・ドウニイ（英語版）の The Little Green Man （小緑人）[20]
- 『人外境』 - 1896年 アドルフ・ベロー（英語版）の Black Venus （黒きヴィナス）
- 『武士道』 - 1897年 フォルチュネ・デュ・ボアゴベイの Les Cachettes de Marie-Rose （マリー・ローズの隠れ家）
- 『幽霊塔』 - 1899～1900年 アリス・マリエル・ウィリアムソンの A Woman in Grey （灰色の女）[21]
- 『巌窟王』 - 1901～1902年 アレクサンドル・デュマ・ペールの Le Comte de Monte-Cristo （モンテ・クリスト伯）
- 『噫無情』 - 1902～1903年 ヴィクトル・ユーゴーの Les Misérables （レ・ミゼラブル）
- 『破天荒』 - 1903年 ジョージ・グリフィスの A Honeymoon in Space （空中新婚旅行）
- 『暗黒星』 - 1904年 サイモン・ニューカムの The End of The World （世界の果）
- 『今より三百年後の社会』 - 1912年～1913年 H・G・ウェルズの The Sleeper Awakes （睡眠者目覚める時）
- 『八十万年後の社会』 - 1913年 H・G・ウェルズの The Time Machine （タイム・マシン）
- 『島の娘』 - 1913年 ウォルター・ベサント（英語版）の Armorel of Lyonesse （リオネスのアーモレル）
- 『今の世の奇蹟』 - 1918年 H・G・ウェルズの The Man Who Could Work Miracles （奇蹟を行なう男）

### 創作小説
- 「無惨」（別題「三筋の髪、探偵小説」） - 1889年9月10日、小説館の『小説叢』誌第1巻に掲載された。日本初の探偵小説（創作）とされる。惨殺された身元不明の死体が握っていた三筋の髪の毛を手がかりに、2人の探偵はそれぞれ、外見的特徴、科学的特徴から犯人を推理していく（青空文庫 に掲載）。

- 「六人の死骸、探偵小説」 - 1896年12月6日

### 評論
- 「天人論」 - 1902年
- 「人尊主義」 - 1910年
- 「小野小町論」 - 1913年

### その他
- 「五目並べ」を「連珠」と命名発展させた。禁手のない初期ルールの五目並べの必勝法を1899年に発表した。1904年に東京連珠社を設立し、段位制を制定、1910年に社長。初代永世名人であり高山互楽を名乗った。連珠本も数冊出している。
  - 『聯珠真理:一名・五目並べ先手全勝法』（楽世社、1906）国立国会図書館デジタルコレクション
  - 『聯珠真理研究余録』（楽世社、1907）国立国会図書館デジタルコレクション
  - 『前人未発聯珠真理:一名・五もく並べ先手全勝法』（楽世社、1911）国立国会図書館デジタルコレクション
- 競技かるたのルールを全国で統一した。

## 栄典
- 1915年11月10日 - 勲三等瑞宝章[22]

## 涙香が登場するフィクション

### 小説
- 「明治バベルの塔 万朝報暗号戦」（山田風太郎）
- 『涙香迷宮』（竹本健治）
- 「帝都〈少年少女〉探偵団ノート」シリーズ（楠木誠一郎）
- 「古書店街の橋姫 々」（くろさわ凛子）

### ドラマ
- 『春の波涛』（NHK大河ドラマ、1985年 演: 滝田栄）- 本名の「周六」名義で登場

### 評伝
- 『黒岩涙香 断じて利の為には非ざるなり』（奥武則、ミネルヴァ書房、日本評伝選） 2019年11月
- 「黒岩涙香」（鶴見俊輔『限界芸術論』ちくま学芸文庫） 1999年11月